# Bossancourt
Bossancourt è un comune francese di 211 abitanti situato nel dipartimento dell'Aube nella regione del Grand Est.

## Società

### Evoluzione demografica
Abitanti censiti